# 동부쪽뱀
동부쪽뱀(영어: eastern indigo snake)은 뱀과 쪽뱀속의 대형 무독성 뱀의 일종이다. 미국 동남부에 서식한다.
북미에서 자연적으로 서식하는 뱀중 가장 크게 자라는 뱀이다. 최대 크기는 263cm 까지 자란다고 기록되었으며, 비공식 적으로 더 큰 사이즈도 존재했었다고 한다. 동부쪽뱀은 서식지 파괴로 인해서 미국 어류 및 야생동물국 (U.S. Fish and Wildlife Service) 로 부터 1978년부터 미국내 수출, 수입을 금지하는 종 목록으로 등재되었다.
동부쪽뱀은 다른 뱀들과 달리 먹이를 조여서 먹지 않고 힘으로 제압해서 먹는다. 같은 동족인 뱀을 주식으로 하여 먹는다. 방울뱀이나 같은 서식지에 사는 독사의 독에대한 면역을 가지고 있어 독사도 즐겨 먹는다.
1. ↑  종 Drymarchon couperi - The Reptile Database
. www.reptile-database.org.
2. ↑  Hammerson, G.A. (2007). "Drymarchon couperi ". The IUCN Red List of Threatened Species 2007: e.T63773A12714602. https://dx.doi.org/10.2305/IUCN.UK.2007.RLTS.T63773A12714602.en. Accessed on 21 March 2022.
3. ↑  “Eastern indigo snake”. 《Environmental Conservation Online System》. U.S. Fish and Wildlife Service. 2018년 4월 26일에 확인함.